# Pravets
Pravets (Bulgaars: Правец) is een stad en gemeente in het westen van Bulgarije in de oblast Sofia. Het is de geboortestad van de communistische leider Todor Zjivkov.

## Geografie
De gemeente Pravets ligt in het noordoostelijke deel van de oblast Sofia. Met een oppervlakte van 316,715 vierkante kilometer is het de op acht na grootste (van de 22) gemeente van Sofia, oftewel 4,47% de oppervlakte van de oblast. De grenzen van de gemeente zijn als volgt:
- in het zuiden - de gemeente Etropole;
- in het westen - gemeente Botevgrad;
- in het noorden - Roman in oblast Vratsa;
- in het noordoosten - gemeente Jablanitsa in oblast Lovetsj;
- in het oosten - gemeente Teteven in oblast Lovetsj.

## Bevolking
Op 31 december 2020 telde de stad Pravets naar schatting 3.761 inwoners, een lichte daling ten opzichte van 3.829 inwoners in februari 2011. De gemeente Pravets telde daarentegen 7.570 inwoners in 2020, een ongewijzigd aantal ten opzichte van 7.569 inwoners in 2011.
| stad Pravets     | 2 145  | 1 942  | 1 503  | 1 426 | 2 112 | 3 961 | 5 573  | 4 730 | 3 829 | 3 761 |
| gemeente Pravets | 15 467 | 14 623 | 12 196 | 9 835 | 8 916 | 9 492 | 10 472 | 8 995 | 7 569 | 7 570 |

### Etnische groepen
In Pravets wonen vooral twee etnische groepen: Bulgaren en Roma. Volgens de officiële volkstellingen van 1992, 2001 en 2011 is het aantal Bulgaren in de gemeente Pravets in absolute en relatieve zin afgenomen, terwijl het aantal Roma in dezelfde periode bijna verdubbeld is (van 640 naar 1228 personen).
| Etnische groep   | volkstelling 1992 | volkstelling 1992 | volkstelling 2001 | volkstelling 2001 | volkstelling 2011 | volkstelling 2011 | volkstelling 2011  |
| Etnische groep   | Aantal            | %                 | Aantal            | %                 | Aantal            | % (totaal)        | % (gespecificeerd) |
| ---------------- | ----------------- | ----------------- | ----------------- | ----------------- | ----------------- | ----------------- | ------------------ |
| Bulgaren         | 9.771             | 93,31             | 8.091             | 89,95             | 5.957             | 78,70             | 82,26              |
| Turken           | 26                | 0,25              | 5                 | 0,06              | 4                 | 0,05              | 0,06               |
| Roma             | 640               | 6,11              | 837               | 9,31              | 1.228             | 16,22             | 16,96              |
| Andere groepen   | 35                | 0,33              | 25                | 0,28              | 33                | 0,44              | 0,46               |
| Onbekend         | .                 | .                 | 6                 | 0,07              | 20                | 0,26              | 0,28               |
| Ongespecificeerd | .                 | .                 | 31                | 0,34              | 327               | 4,32              | .                  |
| Totaal           | 10.472            | 100,00            | 8.995             | 100,00            | 7.569             | 100,00            | 100,00             |

### Religie
De laatste volkstelling werd uitgevoerd in februari 2011 en was optioneel. Van de 7.569 inwoners reageerden er 6.699 op de volkstelling. Van deze 6.699 respondenten waren er 5.618 lid van de Bulgaars-Orthodoxe Kerk, oftewel 83,9% van de bevolking. De rest van de bevolking had een andere geloofsovertuiging of was niet religieus. 
| Religieuze samenstelling in februari 2011 | Religieuze samenstelling in februari 2011 | Religieuze samenstelling in februari 2011 | Religieuze samenstelling in februari 2011 | Religieuze samenstelling in februari 2011 |
| ----------------------------------------- | ----------------------------------------- | ----------------------------------------- | ----------------------------------------- | ----------------------------------------- |
|                                           |                                           |                                           |                                           |                                           |
| Bulgaars-Orthodoxe Kerk                   | Bulgaars-Orthodoxe Kerk                   |                                           | 83,9%                                     | 83,9%                                     |
| Katholieke Kerk                           | Katholieke Kerk                           |                                           | 0,6%                                      | 0,6%                                      |
| Protestantisme                            | Protestantisme                            |                                           | 0,3%                                      | 0,3%                                      |
| Islam                                     | Islam                                     |                                           | 0,1%                                      | 0,1%                                      |
| Geen                                      | Geen                                      |                                           | 5,0%                                      | 5,0%                                      |
| Anders/ Onbekend                          | Anders/ Onbekend                          |                                           | 10,2%                                     | 10,2%                                     |

## Kernen
De gemeente Pravets bestaat uit 11 nederzettingen: de stad Pravets en tien dorpen. De onderstaande dorpen behoren administratief gezien tot de gemeente Pravets:
- Dzjoerovo
- Kaloegerovo
- Manaselska Reka
- Osikovitsa
- Osikovska Lakavitsa
- Pravesjka Lakavitsa
- Ravnisjte
- Razliv
- Svode
- Vidrare

Anton ·
Bozjoerisjte ·
Botevgrad ·
Dolna Banja ·
Dragoman ·
Elin Pelin ·
Etropole ·
Godetsj ·
Gorna Malina ·
Ichtiman ·
Koprivsjtitsa ·
Kostenets ·
Kostinbrod ·
Mirkovo ·
Pirdop ·
Pravets ·
Samokov ·
Slivnitsa ·
Svoge ·
Tsjavdar ·
Tsjelopetsj ·
Zlatitsa